# Gunnar Bergh
Sten Gunnar Bergh (ur. 20 marca 1909 w Kinna, zm. 25 stycznia 1986 w Sätila) – szwedzki lekkoatleta, specjalista rzutu dyskiem i pchnięcia kulą, medalista mistrzostw Europy z 1938, olimpijczyk z 1936.
Zajął 7. miejsce w rzucie dyskiem i 9. miejsce w pchnięciu kulą podczas igrzysk olimpijskich w 1936 w Berlinie.
Zdobył brązowy  medal w rzucie dyskiem oraz zajął 5. miejsce w pchnięciu kulą na mistrzostwach Europy w 1938 w Paryżu.
Trzykrotnie ustanawiał rekord Szwecji w pchnięciu kulą do wyniku 15,84 m (2 września 1936 w Göteborgu.
Jego rekordy życiowe wynosiły 15,84 m w pchnięciu kulą oraz 51,72 m w rzucie dyskiem (oba z 1936).
Bergh był mistrzem Szwecji w pchnięciu kulą w latach 1935–1943 oraz w rzucie dyskiem w latach 1937–1941, 1943 i 1944.
Jego córka Wivianne Bergh również była lekkoatletką, olimpijką z 1960 w rzucie dyskiem.